# Первая перчатка
«Первая перчатка» — советский комедийный художественный фильм 1946 года режиссёра Андрея Фролова.
Фильм в 1947 году лидировал в прокате, занимая 3-е место. В том году его посмотрели 18 570 000 зрителей ().

## Сюжет
Тренер по боксу общества «Метеор» Иван Васильевич Привалов (Владимир Володин) в парке, у силомера, встречает «свою мечту» — отставного военного Никиту Крутикова (Иван Переверзев) с великолепными данными, и хочет воспитать из него чемпиона. Обо всём этом он рассказывает своим друзьям — служителю стадиона Савельичу и массажисту Лубяго. На вопрос, почему он не привёл Никиту, Иван Васильевич отвечает, что это бы сделал «именно Шишкин, за ручку», тренер по боксу общества «Мотор», а он, Привалов, Никиту пригласил и тот сам придёт. После чего добавляет, что «в этот самый момент, возможно, Никита заходит на стадион.»
Действительно, Никита Крутиков во время этого разговора входит на стадион, где, случайно заговорив с тренером Шишкиным, вступает в общество «Мотор», поскольку Шишкин уверил его, что «многие путают», и Никите нужно общество «Мотор», а не «Метеор». Безуспешно ждали новичка Привалов, Лубяго и Савельич. Поздно вечером к ним заходит Шишкин и с удовольствием говорит, что у него появился замечательный новичок.
Вскоре Никита знакомится с милой девушкой Ниной Грековой (Надежда Чередниченко), спортсменкой по художественной гимнастике общества «Метеор». На вопрос, какого он общества, отвечает, что одного с ней. Нина говорит, что не помнит его. Никита показывает членскую книжку. Тут всё выясняется и Никита бежит в общество «Метеор», к Привалову.
Привалов начинает тренировать Никиту, и тот выигрывает бой за боем. Дело приближается к развязке — финальному поединку с чемпионом Москвы Юрием Роговым, которого тренирует принципиальный противник Привалова тренер Шишкин. Однако далеко не всё гладко на пути Никиты к званию чемпиона. Привалов обозначает три «критических момента»: девушку Нину, за которой Никита серьёзно ухаживает и, в случае успеха, бросит бокс, затем, появившегося в Москве директора сибирского совхоза, откуда родом Крутиков, и свою жену, добивающуюся, чтобы её муж оставил тренерство и переселился вместе с ней «на природу», к «птичкам и козочкам.»
Непосредственно перед поединком Никиты с Роговым происходит коллизия с «первым критическим моментом»: Никита просит Нину выйти за него замуж, но та, дав слово Привалову, отказывает ему, и соглашается на свадьбу только после поединка. Тут в действие вступает «второй критический момент» — директор совхоза, и расстроенный отказом Никита решает вернуться домой. Директор даёт ему свой билет. Лубяго, почуявший неладное, пытается воспрепятствовать отъезду, но безуспешно, и Никита садится на поезд «Москва-Владивосток». Привалов, узнав об этом от Лубяго, прилюдно падает в обморок, и его приносят домой, где в действие вступает «третий критический момент» — жена.
Доехав почти до самого места назначения, Никита, переживавший всё время пути, принимает решение вернуться и пересаживается на встречный поезд, идущий в Москву. Прибыв практически к самому началу матча, Никита желает вступить в поединок, но Привалов противится этому — «две недели без тренировки!», однако потом даёт разрешение, и Никита, почти нокаутировав противника, всё-таки проигрывает встречу. И только после этого в нём «просыпается настоящий спортсмен…».

## В ролях
- Иван Переверзев — Никита Крутиков
- Владимир Володин — Иван Васильевич Привалов, тренер по боксу общества «Метеор»
- Сергей Блинников — Порфирий Михайлович Кошелев, директор зверосовхоза
- Надежда Чередниченко — Нина Грекова
- Мария Яроцкая — тётка
- Анастасия Зуева — Привалова
- Эммануил Геллер — фотокорреспондент
- Владимир Грибков — Шишкин, тренер по боксу общества «Мотор»
- Павел Оленев — Савельич
- Афанасий Белов — Афанасий Лубяго, массажист
- Анатолий Степанов — Юрий Рогов, чемпион Москвы по боксу
- Татьяна Говоркова — мать Юрия Рогова
- Аркадий Цинман — комментатор
- Евгений Калужский — болельщик (нет в титрах)
- Пётр Савин — зритель
- Фёдор Курихин — проводник в поезде
- Александра Денисова — мать Нины

## Съёмочная группа
- Режиссёр: Андрей Фролов
- Сценарист: Александр Филимонов
- Оператор: Фёдор Фирсов
- Композитор: Василий Соловьев-Седой
- Художники: Семён Мандель, Владимир Камский, Иван Степанов
- Монтаж — Е. Каменская
- Директор картины — В. Гутин

## Факты
- В фильме показан Парк культуры и отдыха имени Сталина, ныне Измайловский парк, а также водный стадион «Динамо»[1].
- Роль Юрия Рогова исполнял чемпион СССР по боксу 1946 года в полутяжёлом весе Анатолий Григорьевич Степанов[2].
- Консультантом фильма являлся чемпион СССР по боксу 1926 года, Заслуженный мастер спорта СССР К. В. Градополов.
- Фраза «Привет, Шишкин!» очень широко использовалась в народе после фильма.
- Актёр Переверзев после этого фильма женился на актрисе Чередниченко.

## Видео
В начале 1990-х годов фильм выпущен на домашних видеокассетах кинообъединением «Крупный план». Позже фильм выпущен на видеокассетах компаниями «Восток В», «Формат А», а в начале 2000-х годов — «Мастер Тэйп».

## Критика
Вскоре после выхода на экраны фильм подвергся жёсткой критике.
В журнале «Искусство кино» кроме претензий к шаблонности сюжета, прозвучало обвинение: «…просто диву даёшься, как могли консультанты фильма „Первая перчатка“ К. Градополов и В. Михайлов (при всей их заслуге в показе технической стороны бокса) не возражать против прямого искажения образа советского спортсмена в этой картине?». В критическом обзоре К.Цветков писал: «Крутиков, где, кроме спорта, работает или учится, что любит, что ненавидит? Крутиков только тренируется, выступает на ринге и влюбляется». Не устроил критика и образ тренера, который «вместо обучения своих учеников рассчитывает на „счастливый случай“ и мечтает о талантливом самородке» и «изображён наивным, недалёким простаком».
Кинокритик Ростислав Юренев считал, что сценарист «А. Филимонов, написавший весёлый, бодрый и не лишённый смысла сценарий „Первой перчатки“, пал жертвой режиссёра А. Фролова, выхолостившего из картины смысл вместе с юмором». По его мнению, «фильм подправили музыка Соловьёва-Седого и хороший артист В. Володин в роли тренера Привалова».
Писатель А. Солженицын крайне негативно оценивал фильм: «…дешевейшая „спортивная“ комедия „Первая перчатка“. Скучно. Но с экрана настойчиво вбивают зрителям мораль: „Важен результат, а результат не в вашу пользу“».
Вместе с тем известны более положительные оценки: «„Первая перчатка“ — типичнейшая развлекательная картина той суровой поры, созданная в первый послевоенный год. И не самая плохая, поскольку помимо отличной музыки В. Соловьева-Седого у неё были и хорошо разработанная спортивная интрига, и много остроумных шуток и трюков, и … чувство такта в показе послевоенной действительности».